# Kasatkinita
La kasatkinita és un mineral de la classe dels silicats. Rep el nom en honor d'Anatoly Vital'evich Kasatkin (1970-), mineralogista amateur i col·leccionista sistemàtic de minerals de Moscou, qui va trobar el mineral.

## Característiques
La kasatkinita és un silicat de fórmula química Ba₂Ca₈B₅Si₈O32(OH)₃·6H₂O. Va ser aprovada com a espècie vàlida per l'Associació Mineralògica Internacional l'any 2011. Cristal·litza en el sistema monoclínic.

## Formació i jaciments
Va ser descoberta al dipòsit de Bazhenovskoe, situat a la localitat d'Asbest, a l'óblast de Sverdlovsk (Rússia). Es tracta de l'únic indret de tot el planeta on ha estat descrita aquesta espècie mineral.